# سونيا سون
سونيا سون (بالإنجليزية: Sonja Sohn)‏ (و. 1964 – م) هي ممثلة، وكاتبة سيناريو، وشاعرة، وممثلة تلفزيونية من الولايات المتحدة الأمريكية . ولدت في نيوبورت نيوز .

## روابط خارجية
- سونيا سون على موقع IMDb (الإنجليزية)
- سونيا سون على موقع ألو سيني (الفرنسية)
- سونيا سون على موقع ميوزك برينز (الإنجليزية)
- سونيا سون على موقع أول موفي (الإنجليزية)
- سونيا سون على موقع قاعدة بيانات الأفلام السويدية (السويدية)
- سونيا سون على موقع إن إن دي بي (الإنجليزية)
- سونيا سون على موقع ديسكوغز (الإنجليزية)
- سونيا سون على موقع قاعدة بيانات الفيلم (الإنجليزية)
- سونيا سون على موقع كينوبويسك (الروسية)